# Triplofusus giganteus

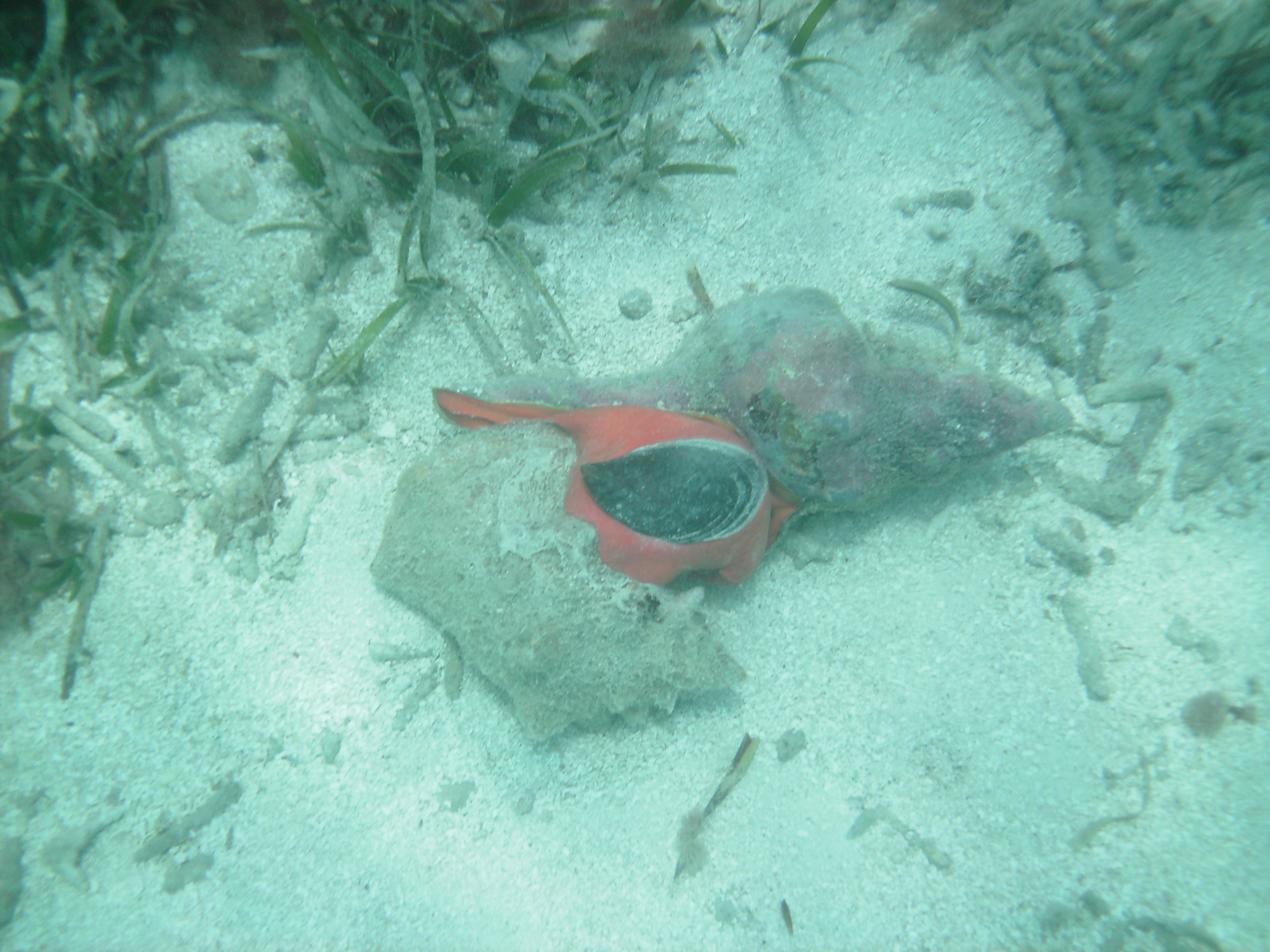
Ein Triplofusus giganteus frisst eine Große Fechterschnecke, Dry-Tortugas-Nationalpark, Florida, Juni 2010.

Triplofusus giganteus (Synonym: Pleuroploca gigantea), deutsch auch Große Pferdeschnecke, ist eine Schneckenart aus der Familie Fasciolariidae (Gattung Triplofusus), die im westlichen Atlantik verbreitet ist. Sie ernährt sich vor allem von Mollusken. Es handelt sich um die größte Schneckenart in amerikanischen Gewässern und eine der größten überhaupt.

## Merkmale
Das rechtsgewundene, spindelförmige Schneckenhaus von Triplofusus giganteus, das bei ausgewachsenen Schnecken eine Länge von 40 bis 60 cm erreicht, hat bis zu 10 Umgänge. Es ist mit 5 bis 7 spiralig verlaufenden Bändern und schwachen axialen Rippen versehen, die zur Naht hin manchmal Knoten bilden. Die Columella hat 3 Falten. Die Oberfläche der Schale ist gräulich weiß bis lachsfarben, bei Jungtieren meist orangefarben. Die Gehäusemündung ist orange. Das dunkelbraune bis hellbraune Periostracum blättert manchmal schuppenartig ab. Das ovale Operculum ist lederbraun gefärbt und hat einen endständigen Kern.
Die Schnecke hat einen sehr großen, kräftigen Fuß. Das Tier ist lebhaft ziegelrot gefärbt.

## Vorkommen
Triplofusus giganteus ist im westlichen Atlantik und im Golf von Mexiko an der Küste Amerikas von North Carolina (USA) bis nach Yucatán und Belize zu finden.
Sie lebt in der Gezeitenzone und etwas unterhalb auf Sand, Schlamm und in Seegraswiesen.

## Lebenszyklus
Wie andere Neuschnecken ist Triplofusus giganteus getrenntgeschlechtlich. Das Männchen begattet das Weibchen mit seinem Penis. In der Zeit von März bis Mai legen die Weibchen ihre bis über 15 cm großen ballförmigen Gelege, bei denen etwa 35 bis 140 (oder auch bis 400) Eikapseln an einem zentralen Punkt miteinander befestigt sind, auf sandigem oder schlammigem Substrat ab, wo sie in der Strömung weiterrollen können. Eine Eikapsel ist nach Messungen in Florida im Durchschnitt etwa 35 mm hoch, 18,5 mm breit und 7 mm dick. Sie enthält zahlreiche Eier, von denen sich etwa 44 bis 61 (durchschnittlich 54) zu Schnecken entwickeln, während die anderen als Nähreier dienen. Die Entwicklung des Veliger-Stadiums findet in der Eikapsel statt, so dass fertige Schnecken schlüpfen.

## Ernährung
Triplofusus giganteus ist ein Fleischfresser, der sich von Schnecken und Muscheln ernährt. Die Beute wird mit dem Fuß umfasst und auf das Operculum bzw. die Muschelschalen mit Hilfe des Fußes ein solcher Druck ausgeübt, dass sich die Schale öffnet. Ausgewachsenen Tieren fallen auch sehr große Schnecken zum Opfer, darunter die Große Fechterschnecke (Lobatus gigas) sowie große räuberische Schnecken wie die Echte Tulpenschnecke (Fasciolaria tulipa), die Blitzschnecke (Busycon contrarium) und einige Stachelschneckenarten. Auch Kannibalismus ist beobachtet worden. Untersuchungen in Florida von 1963 legen nahe, dass eine ausgewachsene Schnecke etwa alle vier Tage eine große Schnecke frisst. Auch große Muschelarten wie Atrina rigida gehören zu den bevorzugten Beutetieren.

## Bedeutung für den Menschen
Triplofusus giganteus (ursprünglicher Name Fasciolaria gigantea) wird wegen seines Gehäuses gesammelt, das als Schmuck verkauft wird. In manchen Gegenden Mexikos wird das Fleisch gegessen.
Insbesondere in der klassischen Maya-Kultur, aber auch in Teotihuacán wurde das Haus dieser Schnecke, die auf Mayathan chak pel, „rote Schnecke“ heißt (daher im lokalen Spanisch auch chacpel), zu Schneckentrompeten verarbeitet. Darüber hinaus dienten sie als Farbbehälter für Kunstmaler. Einige Ethnien im südlichen Florida, darunter die Calusa und Tequesta, verwendeten das Gehäuse oder auch nur die Columella in Verbindung mit einem hölzernen Stiel als Hammer oder zur Holzbearbeitung. Der Körperumgang diente als Trinkgefäß.
Der Staat Florida erklärte 1969 die Schnecke, die auf Englisch horse conch („Pferdeschnecke“) heißt, zur „Schnecke das Staates“ (state seashell).